# Herb gminy Rychliki
Herb gminy Rychliki – jeden z symboli gminy Rychliki, ustanowiony 27 maja 2016.

## Wygląd i symbolika
Herb przedstawia na tarczy w polu czerwonym złoty pastorał o krzywaśni skierowanej w lewą stronę na skrzyżowanych takichż wiośle i włóczni. Pastorał symbolizuje władzę biskupią św. Wojciecha. Wiosło i włócznia stanowią atrybuty świętego. Pastorał stylizowany jest w kształt litery P, a pozostałem dwa godła są tak ułożone, że wspólnie tworzą monogram oznaczający Chrystusa.